# Prepusa viridiflora
Prepusa viridiflora é uma espécie de planta do gênero Prepusa e da família Gentianaceae.

## Taxonomia
A espécie foi descrita em 1950 por Alexander Curt Brade.

## Forma de vida
É uma espécie rupícola, herbácea e subarbustiva.

## Descrição
| Caule                     | Caule                               |
| ------------------------- | ----------------------------------- |
| padrão de ramificação     | não ramificado                      |
| cor                       | verde/castanho                      |
| Folha                     |                                     |
| disposição                | congesta na base dos ramo/em roseta |
| ápice das lâminas         | agudo/acuminado                     |
| Inflorescência            |                                     |
| bráctea                   | conata somente na base              |
| Flor                      |                                     |
| cor do cálice             | verde/amarelado/marrom              |
| forma dos lobos do cálice | triangular                          |
| face abaxial do cálice    | alada                               |
| cor da corola             | creme/amarela/verde/esverdeada      |
| forma da corola           | infundibuliforme                    |

## Conservação
A espécie faz parte da Lista Vermelha das espécies ameaçadas do estado do Espírito Santo, no sudeste do Brasil. A lista foi publicada em 13 de junho de 2005 por intermédio do decreto estadual nº 1.499-R.

## Distribuição
A espécie é encontrada no estado brasileiro de Espírito Santo. 
A espécie é encontrada no domínio fitogeográfico de Mata Atlântica, em regiões com vegetação de campos de altitude.